# Limigants
Limigants (llatí: limigantes) era el nom d'una població que vivia vora el riu Tisza, al Banat, durant el segle iv. En parla l'historiador Ammià Marcel·lí cap a l'any 390, i diu que estaven associats amb els sàrmates. Ammià Marcel·lí els descriu com a "Sarmatae servi" ('esclaus o servidors dels sàrmates'), i els oposa als agaragantes, als que anomena "Sarmatae liberi" ('sàrmates lliure'). No queda clar si els limigants formaven part dels sàrmates o eren un poble sotmès no sàrmata.
Entre els anys 334 i 337 els sàrmates aliats als vàndals de Visimar, van atacar l'imperi. Constantí va enviar contra ells al rei got Geberic que els va derrotar i humiliar. Els derrotats van recórrer a donar armes als esclaus però aquestos es van revoltar contra els seus amos i van fer fugir als sàrmates i als vàndals, dels que alguns es van posar al servei de Geberic, altres es van retirar als Carpats i altres van entrar al servei de Roma. Uns 300.000 es van establir a Pannònia, Tràcia, Macedònia i Itàlia.
Els esclaus armats es van dir limigants. El seu centre va ser la ciutat de Peterwardein (Petrovaradin), al nord del Danubi, i eren d'ètnia sàrmata i iazígia i van formar una marca fronterera que no va estar mai sota domini roma, limitant amb Pannònia i Dàcia
El nom de «limigans» apareix a la crònica de Jeroni d'Estridó (Chronicon Hieronymi) on també es diu que els amos eren anomenats arcaragants (arcaragantes). Altres teories suposen que de la seva condició i del nom de «servents» (servus) va venir el nom dels serbis.